# The Russian Doctors
The Russian Doctors ist eine Band, die 2003 in Leipzig gegründet wurde. Die deutschsprachigen Texte sind angebliche Gedichte des fiktiven russischen Dichters S. W. Pratajev.

## Geschichte

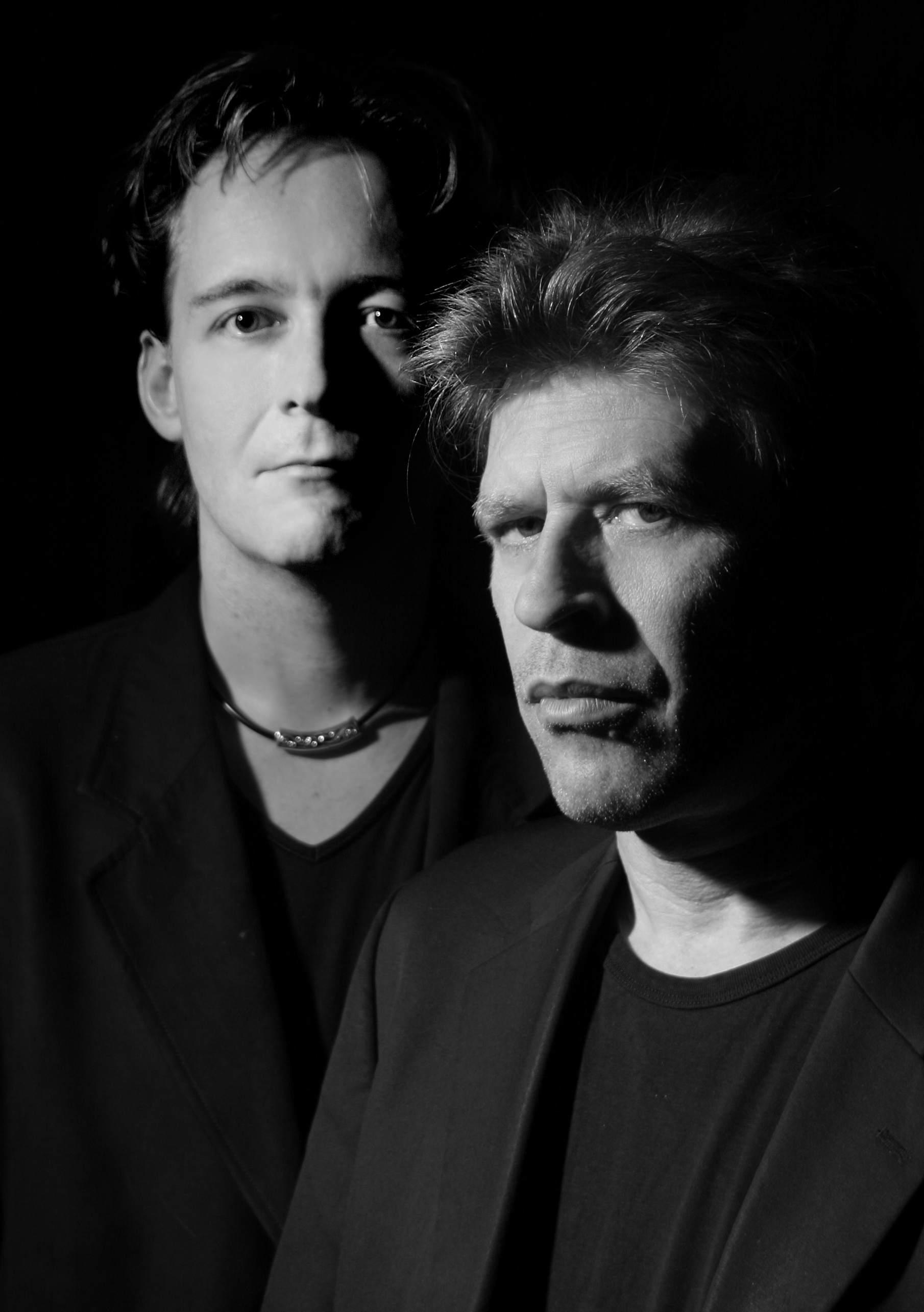
The Russian Doctors (Frank Bröker, Holger Oley)

Der Sänger von The Russian Doctors Holger „Makarios“ Oley, alias Doktor Makarios, ist seit langem im Musikgeschäft tätig. Bekannt wurde er u. a. auch als Sänger von Die Art. 2003 gründete er in Leipzig gemeinsam mit dem aus der Münsteraner Kulturszene bekannten Gitarristen Frank Bröker, alias Doktor Pichelstein, die Band The Russian Doctors. Bröker war bereits als Autor, Festivalveranstalter und Musiker („Caution Screams“, „Fette Helden“, „Spark*n bow“, „Poets in arms“) tätig.

## Stil
Die Texte beruhen laut Aussagen der Band auf Gedichten der (fiktiven) Person von Sergeij Waschowitsch Pratajev (angeblich 1902 bis 1961), eines vermeintlichen russischen Tierarztes, Trinkers und Frauenhelden. Dies spiegelt sich in den Liedinhalten wider, in denen es oft z. B. um Szenen aus dem Leben eines Tierarztes, Frauengeschichten und reichlichen Alkoholkonsum geht. Auf dieser Legende um Pratajev beruhen die Alben und Buchveröffentlichungen der Band. 2007 wurde als weiteres Projekt mit der „Pratajev-Gesellschaft“ eine Fachgesellschaft ins Leben gerufen, die jährlich Fachtagungen zur Erforschung von Leben und Werk Pratajevs abhält.
Die Musik von The Russian Doctors entzieht sich einer einfachen Einordnung in gängige Kategorien. Sie ist gekennzeichnet durch die sehr schnell gespielte Gitarre Brökers und die markante, raue Stimme des Sängers Oley.

## Diskografie
- 2003: Rundblick vom Turm
- 2004: Auch die Ratte hat ein Herz
- 2004: Gefesselt
- 2006: Tote Katzen im Wind
- 2008: The Best of the Halbgötters
- 2010: Männer die am Feldrand stehen
- 2013: Wiege Deinen Rumpf!
- 2015: Live in der Schnapsbar
- 2016: Manchmal wenn der Durst kommt
- 2017: Halbgötter in Punk
- 2021: Die Schönen und die Bösen

## Bibliografie
- 2001: Pratajev-Almanach I ISBN 978-3-9807419-9-6
- 2002: Pratajev-Almanach II ISBN 978-3-9807419-3-4
- 2006: Das Liederbuch Pratajevs ISBN 978-3-934896-58-1
- 2009: Pratajev III – Der Raucher von Bolwerkow ISBN 978-3-934896-77-2
- 2010: Das große Pratajev-Liederbuch ISBN 978-3-934896-78-9
- 2011: Das große Pratajev-Lexikon ISBN 978-3-934896-91-8
- 2014: Pratajev: Medizin und Fetisch ISBN 978-3-934896-86-4
- Seit 2007 1 × jährlich: Haus aus Stein – Almanach der Pratajev-Gesellschaft